# Spinner (Blade Runner)
Spinner là thuật ngữ chung để chỉ những chiếc ô tô bay giả tưởng được sử dụng trong phim điện ảnh Blade Runner. Spinner có thể được sử dụng như một phương tiện đi trên mặt đất, có thể bay lên theo chiều thẳng đứng, hoặc di chuyển bằng cách sử dụng động cơ phản lực không khí giống như loại máy bay cất cánh và hạ cánh thẳng đứng (VTOL) đang được sử dụng ngày nay. Trong Blade Runner, spinner được các cảnh sát sử dụng thường xuyên vào mục đích tuần tra và khảo sát dân cư, và bất chấp lệnh cấm, những người thuộc tầng lớp giàu có vẫn có thể sở hữu bằng lái spinner.
Phương tiện di chuyển này do Syd Mead lên ý tưởng và thiết kế, và đã được "nhân bản" trong nhiều phim điện ảnh sau này như The Fifth Element và bộ ba tiền truyện của Chiến tranh giữa các vì sao. Những bộ phim này đều sáng tạo ra các thế giới giả tưởng nơi con người sử dụng phương tiện này như những chiếc ô tô truyền thống. Trong Blade Runner, những chiếc ô tô bay thay thế cho máy bay trực thăng và máy bay phản lực siêu nhẹ. Nhà thiết kế Mead đã miêu tả spinner như một chiếc máy bay khí động học – tức là một phương tiện đưa không khí xuống để tạo lực nâng, mặc dù các ấn phẩm báo chí của của bộ phim cho biết spinner được đẩy bởi ba động cơ: "động cơ đốt trong thông thường, phản lực và phản trọng lực". Một mô hình spinner hiện đang được trưng bày tại Bảo tàng Khoa học Viễn tưởng và Đại sảnh Danh vọng ở Seattle, Mỹ.

## Xuất hiện

### Trong vũ trụ

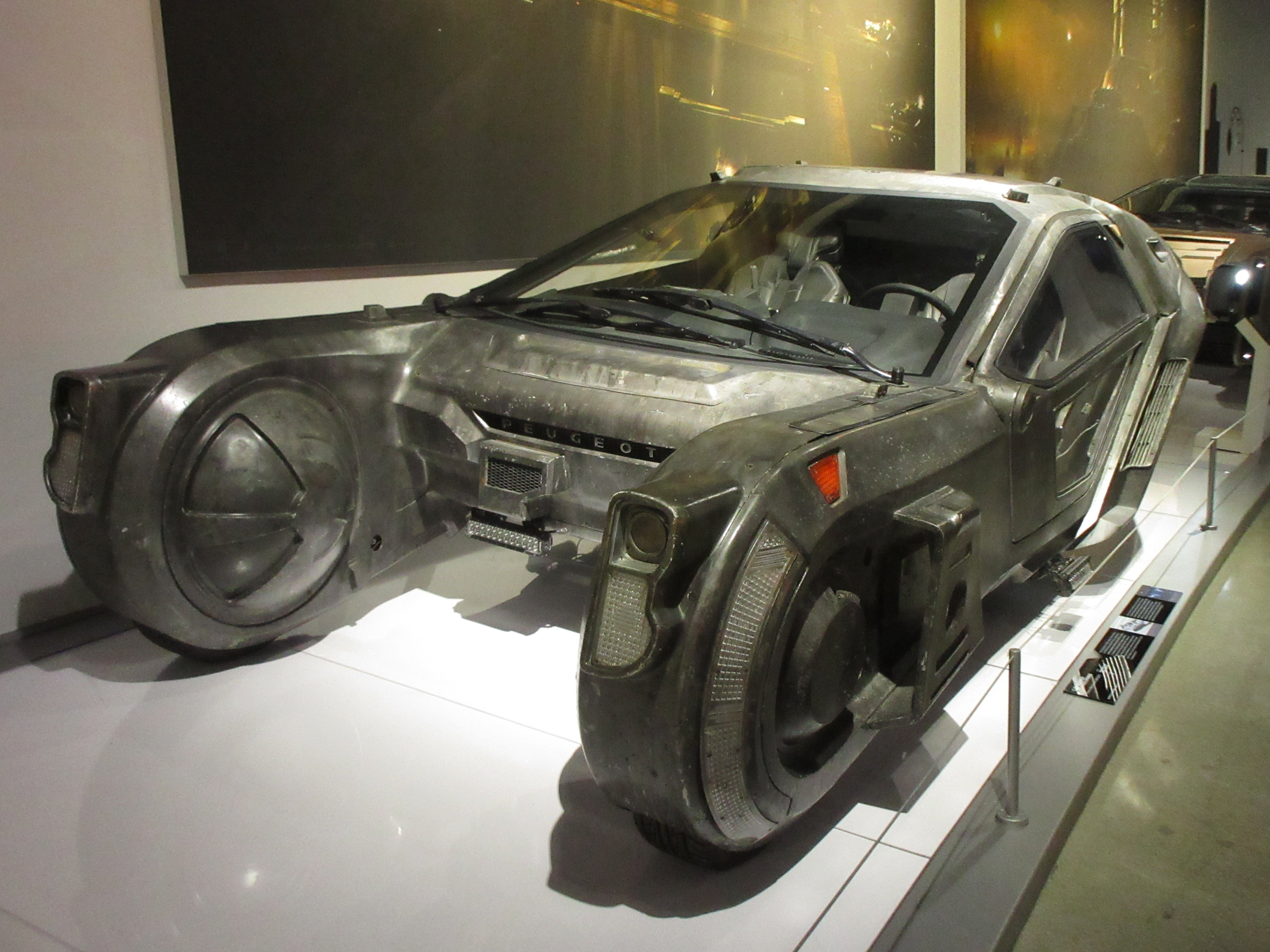
Chiếc spinner từ Tội phạm nhân bản 2049 được trưng bày tại bảo tàng Petersen Automotive Museum, Los Angeles

- Blade Runner (1982) – Những chiếc spinner được nhìn thấy trong Blade Runner. Deckard và Gaff lái những chiếc spinner cảnh sát, và những chiếc spinner khác do người dân điều khiển.
- Trancers (1985) – Chiếc spinner Deckard sử dụng có thể được nhìn thấy trong một xưởng sửa xe.[1]
- Solar Crisis (1990) – Một chiếc spinner cảnh sát với màu sơn khác được sử dụng.[1]
- Soldier (1998) – Một chiếc spinner xuất hiện trong đống phương tiện bị phá hủy ở một cảnh quay.
- Tội phạm nhân bản 2049 (2017) – Sĩ quan K và các thành viên khác của LAPD lái những chiếc spinner cảnh sát, và những chiếc spinner khác do người dân điều khiển. Một vài spinner cũng được các thành viên của Tập đoàn Wallace điều khiển. Chiếc spinner do Sĩ quan K điều khiển mang nhãn hiệu Peugeot.[2]

### Ngoài vũ trụ

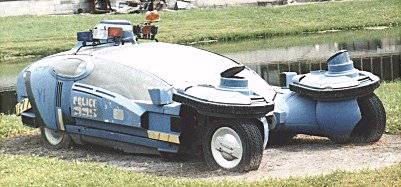
Chiếc spinner được trưng bày bên ngoài xưởng phim Disney/MGM Studios.

- Bộ phim Back to the Future Part II tri ân chiếc spinner từ Blade Runner bằng việc đưa một chiếc spinner được sơn lại với màu sắc trang nhã đậu trên đường phố vào một cảnh quay.[1]
- Loạt phim Chiến tranh giữa các vì sao cũng tri ân dòng xe spinner khi chúng có thể được nhìn thấy trong hai phần phim Hiểm họa bóng ma và Sự xâm lăng của người Vô tính. Sở dĩ có sự tri ân này một phần vì những điểm tương đồng giữa bối cảnh Los Angeles năm 2019 trong Blade Runner và cảnh quan của hành tinh Coruscant xuất hiện trong loạt phim Chiến tranh giữa các vì sao.[3]
- Trò chơi điện tử Snatcher có chiếc Turbo Cycle khá giống với mô hình một chiếc spinner.
- Trò chơi điện tử được phát hành trên THQ Stuntman: Ignition do Paradigm Entertainment phát triển có một chiếc xe lấy cảm hứng từ thiết kế của spinner.
- Một chiếc spinner xuất hiện ở đoạn đầu của video âm nhạc "Magnetic" (1983) của Earth, Wind & Fire.
- Loạt manga và anime Silent Mobius có các phương tiện bay trên không dựa trên thiết kế của spinner.
- Video âm nhạc cho bài hát "Yankee and the Brave (Ep. 4)" của Run The Jewels có những chiếc xe cảnh sát được mô phỏng theo thiết kế của spinner.